# 僑民之歌
僑民之歌，是日本現役純種競賽馬匹。目前主要勝利有2025年新西蘭盃。

## 出賽前
2022年4月24日出生於北海道安平町北部牧場，所有權歸於牧場負責人吉田勝己旗下。
其後交由美浦訓練中心練馬師辻哲英訓練。

## 競賽生涯

### 2歲
2024年9月16日出戰中山競馬場2歲新馬戰，保持在先頭位置展開推進下未能在直路堅守位置，最終以第四落敗。
1個月後出戰2歲未勝利戰，本次比賽繼續採用先行戰術，在直路上成功施展加速力衝前，最終拉開對手5馬位取得首勝。
稍為放草後在12月出戰一捷馬戰柊樹賞，維持在中團附近的位置追走下在直路抽出中檔展開加速，於直路上以不俗的優勢展開衝刺，但最終仍然敗於Denkmal取得第二。

### 3歲
2025年2月以3歲一捷馬戰作為首戰，繼續保持在中團有利位置下在直路嘗試縮窄和前方賽駒的距離，但最終敗於Gutenberg及Danon Mission及以第三落敗。
4月12日出戰新西蘭盃，比賽初段隨即改變策略選擇留後，在比賽途中一直處於約莫第九、十的位置，並於第四彎道開始抽出外檔。進入直路後，其隨即以望空的姿態展開加速，跑出後600米33.1秒的優秀末腳下成功在最後一步超越佔先的喜迅升，以頸位優勢取得首個分級賽勝利。
其後進軍一級賽NHK一哩賽，本次比賽選擇保持在先頭約莫第五、六的位置推進，但於直路上未能順利加速維持走勢，最終以第第十一的名次大敗。
休整過後在7月出戰關屋紀念挑戰年長馬匹，本次比賽重拾新西蘭盃時的留後戰術，可惜在直路上未有太大的衝勢，最終以第十一落敗。

### 詳細賽績
| 日期       | 舉辦國家 | 馬場 | 距離   | 級別 | 賽事名稱    | 負重 | 騎師       | 馬號 | 出馬 | 名次 | 時間   | 頭馬（二馬）   |
| ---------- | -------- | ---- | ------ | ---- | ----------- | ---- | ---------- | ---- | ---- | ---- | ------ | -------------- |
| 16/9/2024  | 日本     | 中山 | 草1600 |      | 2歲新馬     | 55   | 戶崎圭太   | 1    | 10   | 4    | 1:36.0 | Reve Brilliant |
| 13/10/2024 | 日本     | 東京 | 草1600 |      | 2歲未勝利   | 56   | 岩田康誠   | 3    | 12   | 1    | 1:35.1 | （Best Scene） |
| 14/12/2024 | 日本     | 中山 | 草1600 |      | 柊樹賞      | 56   | 馬昆       | 10   | 13   | 2    | 1:32.5 | Denkmal        |
| 23/2/2025  | 日本     | 東京 | 草1600 |      | 3歲一捷馬戰 | 57   | 石川裕紀人 | 13   | 13   | 3    | 1:35.2 | Gutenberg      |
| 12/4/2025  | 日本     | 中山 | 草1600 | GII  | 新西蘭盃    | 57   | 石川裕紀人 | 13   | 14   | 1    | 1:32.4 | （喜迅升）     |
| 11/5/2025  | 日本     | 東京 | 草1600 | GI   | NHK一哩賽   | 57   | 李慕華     | 6    | 18   | 11   | 1:32.4 | 拼勝堡         |
| 28/7/2025  | 日本     | 新潟 | 草1600 | GIII | 關屋紀念    | 55   | 石川裕紀人 | 15   | 18   | 11   | 1:31.9 | 神寶帶         |

## 血統簡介
父系馬勁飛為英國出生的法國賽駒，生涯戰績優秀，尤其活躍於一哩賽事，曾勝出二千堅尼錦標及傑克莫華大賽。祖父杜拜威為愛爾蘭生產的愛爾蘭及阿聯酋賽駒，生涯戰績亦非常優秀，曾勝出愛爾蘭國家錦標、愛爾蘭二千堅尼及隆尚磨坊大賽。
母系El Norte為日本賽駒，生涯僅勝出條件戰級別的賽事。外祖父大震撼爲日本賽駒，爲日本賽馬史上第二匹無敗三冠馬，生涯出戰十四場賽事僅得兩場未能勝出，退役後配種成績亦極爲優秀。

### 血統表
| 父線：淘金者系（Raise a Native系） |                                 |                 |                  |
| 種馬 馬勁飛 2007年（棗色）         | 杜拜威 2002年（棗色）           | 杜拜千禧        | Seeking the Gold |
| 種馬 馬勁飛 2007年（棗色）         | 杜拜威 2002年（棗色）           | 杜拜千禧        | Colorado Dancer  |
| 種馬 馬勁飛 2007年（棗色）         | 杜拜威 2002年（棗色）           | Zomaradah       | Depoly           |
| 種馬 馬勁飛 2007年（棗色）         | 杜拜威 2002年（棗色）           | Zomaradah       | Jawaher          |
| 種馬 馬勁飛 2007年（棗色）         | Dhelaah 2002年（棗色）          | 綠沙漠          | 單色             |
| 種馬 馬勁飛 2007年（棗色）         | Dhelaah 2002年（棗色）          | 綠沙漠          | Foreign Courier  |
| 種馬 馬勁飛 2007年（棗色）         | Dhelaah 2002年（棗色）          | Irish Valley    | Irish River      |
| 種馬 馬勁飛 2007年（棗色）         | Dhelaah 2002年（棗色）          | Irish Valley    | Green Valley     |
| 繁殖雌馬 El Norte 2011年（棗色）   | 大震撼 2002年（棗色）           | 週日寧靜        | Halo             |
| 繁殖雌馬 El Norte 2011年（棗色）   | 大震撼 2002年（棗色）           | 週日寧靜        | Wishing Well     |
| 繁殖雌馬 El Norte 2011年（棗色）   | 大震撼 2002年（棗色）           | 風中秀髮        | Alzao            |
| 繁殖雌馬 El Norte 2011年（棗色）   | 大震撼 2002年（棗色）           | 風中秀髮        | Burghclere       |
| 繁殖雌馬 El Norte 2011年（棗色）   | Shes All Elitish 2005年（棗色） | Elitsh          | Coxs Ridge       |
| 繁殖雌馬 El Norte 2011年（棗色）   | Shes All Elitish 2005年（棗色） | Elitsh          | Nimble Feet      |
| 繁殖雌馬 El Norte 2011年（棗色）   | Shes All Elitish 2005年（棗色） | Shesabullwinkle | Hesabull         |
| 繁殖雌馬 El Norte 2011年（棗色）   | Shes All Elitish 2005年（棗色） | Shesabullwinkle | Wise Woman       |
| 雌系：號族：8-a                    |                                 |                 |                  |
| 五代內近親交配：單色 4×5           |                                 |                 |                  |

## 命名由來
名字Immigrant Song（イミグラントソング）源自齊柏林飛船樂隊在1970年推出的歌曲，意思為：「移民者的歌曲」，香港則取其意，以「僑民之歌」作為翻譯。

## 外部連結
- 僑民之歌 netkeiba.com
- 血統表